# 超過剰数
超過剰数（ちょうかじょうすう、英: superabundant number）は自然数 n であって、m < n である全ての自然数 m に対して
{\displaystyle {\frac {\sigma (m)}{m}}<{\frac {\sigma (n)}{n}}}
を満たすようなものである。ただし σ は約数関数である。例えば 12 は
σ(12)/12 = (1 + 2 + 3 + 4 + 6 + 12)/12 = 7/3
であり、11 以下の m で σ(m)/m > 7/3 を満たす数はないので、12 は超過剰数である。超過剰数は無数にあり、そのうち最小の数である1から小さい順に列記すると次のようになる：
1, 2, 4, 6, 12, 24, 36, 48, 60, 120, 180, 240, 360, 720, 840, 1260, 1680, 2520, 5040, 10080, 15120, 25200, 27720, 55440, 110880, 166320, 277200, 332640, 554400, 665280, 720720, …(オンライン整数列大辞典の数列 A004394)
超過剰数のうち 1, 2, 4 は不足数、6 は完全数であり、12 以上の超過剰数は全て過剰数である。超過剰数は高度合成数と関係が深く、特に最初の19個までの超過剰数と高度合成数は同じ数であるが、すべての超過剰数が高度合成数であるわけではない（7560は超過剰数ではない最小の高度合成数である。その反対に高度合成数ではない最小の超過剰数は1163962800である。A166735を参照）。

## 性質
ポール・エルデシュとLeonidas Alaogluは n が超過剰数ならば
{\displaystyle n=\prod _{i=2}^{p}i^{a_{i}}}

{\displaystyle a_{2}\geq a_{3}\geq \dots \geq a_{p}}
を満たすことを証明した。n が 4 と 36 のときを除けば ap = 1 である。つまり超過剰数のうち平方数は 4 と 36 のみである。

## 拡張
一般化された k 次の超過剰数（英: generalized k-super abundant number）とは、m < n である全ての自然数 m に対し
{\displaystyle {\frac {\sigma _{k}(m)}{m^{k}}}<{\frac {\sigma _{k}(n)}{n^{k}}}}
であるような自然数 n である（{\displaystyle \sigma _{k}(n)}は，n のすべての約数の k 乗の総和）。一般化された1次の超過剰数は、通常の超過剰数である。また、0次の超過剰数は高度合成数である。
例．2次の超過剰数:
1, 2, 4, 6, 12, 24, 48, 60, 120, 240, 360, 720, 840, 1680, 2520, 5040, 10080, 15120, 25200, 27720, 55440, 110880, 166320, 277200, 332640, 360360, 720720, …(オンライン整数列大辞典の数列 A208767)